# Muldestausee
Muldestausee è un comune di 11 624 abitanti della Sassonia-Anhalt, in Germania.

Appartiene al circondario (Landkreis) di Anhalt-Bitterfeld (targa ABI). Prende il nome dall'omonimo lago formato da uno sbarramento sul fiume Mulde.

## Storia
Il comune di Muldestausee venne formato il 1º gennaio 2010 dall'unione dei comuni di Burgkemnitz, Friedersdorf, Gossa, Gröbern, Krina, Mühlbeck, Muldenstein, Plodda, Pouch, Rösa, Schlaitz e Schwemsal.